# Testament Hioba
Testament Hioba (TestHi, łac. Testamentum Iobi) – żydowska księga apokryficzna, będąca midraszem do kanonicznej Księgi Hioba. Utwór powstał prawdopodobnie w I wieku w środowisku żydowskiej diaspory.

## Manuskrypty
Do naszych czasów zachowały się cztery manuskrypty w języku greckim, pochodzące ze średniowiecza. Manuskrypt P, pochodzący z XI wieku, znajduje się w Bibliotece Narodowej w Paryżu (gr. 2658). Zawiera on najmniej śladów przeredagowania tekstu i prawdopodobnie zawiera najstarszą kompletną wersję tekstu. Istnieje również jego kopia z XVI wieku z takim samym tekstem oznaczana jako P2 (Biblioteka Narodowa w Paryżu gr. 938). Manuskrypt S powstał w 1307∕1308 roku i znajduje się w Messynie na Sycylii, pochodzi ze znajdującego się tam klasztoru San Salvatore. W dokumencie tym znajduje się wiele błędów ortograficznych, wiele głosek jest zamienionych w przypadkowy sposób. Mimo że jest młodszy od manuskryptu P, to przynajmniej w niektórych miejscach zawiera warianty bliższe oryginałowi, R.A. Kraft jest przekonany, że nie został on poddany pracy redakcyjnej, jaka objęła tekst zawarty w manuskrypcie P. Pochodzący z 1238 roku zapis na palimpsecie (wcześniejszy tekst na tym materiale pochodzi z 1195 roku), oznaczany literą V znajduje się w Bibliotece Watykańskiej (gr. 1238) i zawiera tekst mocno przepracowany przez redaktora, będący w zasadzie parafrazą tekstu pierwotnego. Ma na celu dotarcie do odbiorcy, który może nie zrozumieć pewnych sformułowań tekstu oryginalnego, a wierne nawiązania do Septuaginty nie są dla niego istotne. Powstał w oparciu o tekst bliski zawartemu w manuskrypcie S, lecz prawdopodobnie nie o ten manuskrypt, lecz o jakiś wariant od niego pochodzący.
W języku starocerkiewnosłowiańskim zachowały się do czasów współczesnych trzy manuskrypty. Jeden z nich, przechowywany w Pradze zaginął, jeden znajduje się w Muzeum Rumiancewa w Moskwie (nr 1472) i jeden niekompletny, który stanowi parafrazę tekstu, zbliżoną często do manuskryptu V, w Bibliotece Narodowej w Belgradzie (nr 149). Zasadniczo teksty słowiańskie zawierają parafrazę tekstu i stąd ich niewielkie znaczenie dla rekonstrukcji tekstu oryginalnego.
W Kolonii przechowywany jest również fragmentarycznie zachowany rękopis (nr 3221) zawierający przekład koptyjski w dialekcie saidzkim z naleciałościami bohairyckimi, który jest najstarszym tekstem Testamentu jakim dysponujemy współcześnie i pochodzi z V wieku.

## Oryginalny język
Oryginalnym językiem księgi jest najprawdopodobniej grecki, przemawia za tym oparcie tekstu na Septuagincie. Niektórzy naukowcy postulowali istnienie wcześniejszego oryginału semickiego (hebrajskiego lub aramejskiego), jednak brak jest śladów tłumaczenia, trudno też doszukiwać się w tekście semityzmów. Nie są znane żadne wersje tekstu ani jego fragmenty w żadnym z języków semickich.

## Środowisko powstania
Dokument bardzo mocno nawiązuje do Septuaginty, musiał więc powstać po jej sporządzeniu (tę część Septuaginty datuje się na 150 rok p.n.e.). Najstarszy istniejący rękopis pochodzi z V wieku, więc tekst musiał być już wtedy dość dobrze znany, skoro zadano sobie trud sporządzenia jego koptyjskiego tłumaczenia. Zakładając powstanie tekstu w diasporze aleksandryjskiej, należy przyjąć datę jej faktycznej likwidacji (115 – 117 rok p.n.e.) jako graniczny termin powstania księgi. Prawdopodobne nawiązanie do najazdu Partów na Palestynę (rok 40 p.n.e.) pozwala datować księgę na koniec I wieku p.n.e., lecz zwykle przenosi się czas redakcji na I wiek n.e., gdyż wydaje się on być najbardziej prawdopodobny.
Księga wyrosła na tle zhellenizowanego judaizmu, charakterystycznego dla diaspory aleksandryjskiej – charakterystyczny jest brak wzmianek o świątyni i prawodawstwie kultycznym. Takie środowisko powstania jest najbardziej prawdopodobne ze względu na przesłanie teologiczne utworu, oparcie go na Septuagincie, oraz szereg aluzji odnoszących się do tamtejszych warunków. Wiele fragmentów tekstu wskazuje, że jego autor żył w Egipcie. Tekst prawdopodobnie powstał w środowisku egipskiej sekty terapeutów, do których można znaleźć pewne nawiązania w tekście dokumentu. Postulat dotyczący chrześcijańskich przeróbek w tekście nie znajduje potwierdzenia w dalszych badaniach, również próby przypisania zakończenia tekstu chrześcijańskiej sekcie montanistów wydają się być bezzasadne.
Komentarze Ojców Kościoła do Księgi Hioba świadczą o znajomości tego apokryfu w pierwszych wiekach chrześcijaństwa, kiedy był wykorzystywany do uwypuklenia paraleli między Hiobem a Chrystusem. Nawiązuje do niego prawdopodobnie Tertulian (De patientia 14,2-7). Księga została jednak odrzucona jako niekanoniczna zarówno przez Kościół jak i rabinów. Najstarsza wzmianka o niej zawarta jest w Dekrecie gelazjańskim (5,6,4) z V wieku, gdzie wymieniona jest obok innych pism apokryficznych.

## Gatunek literacki
Księga należy do typowego dla literatury okresu Drugiej Świątyni gatunku testamentu, przypominając szereg dzieł tego gatunku, zwłaszcza Testamenty Dwunastu Patriarchów. Gatunek ten charakteryzuje się stałą strukturą tekstu – stary ojciec na łożu śmierci wzywa swoich synów, wydaje dyspozycje odnośnie do swojego majątku, zostawia wskazania moralne i wypowiada proroctwa odnoszące się do przyszłości. Tekst zwykle kończy się śmiercią bohatera i opisem lamentacji jaka po niej następuje. Zasadniczą funkcją tego gatunku jest przekaz fikcyjnych słów wypowiedzianych na łożu śmierci przez jakąś wielką postać, którym nadawane jest znaczenie spuścizny duchowej i moralnej.
Jednocześnie tekst zawiera szereg cech pozwalających uznać go za midrasz w formie hagady do kanonicznej Księgi Hioba (w tłumaczeniu Septuaginty) – parafraza tekstu biblijnego łączy się tu z narracją wyjaśniającą i dodatkowymi elementami, dodanymi przez autora midraszu. Łączy on barwną fabułę z bogatym językiem i narracją, tworząc łatwy w odbiorze, niekiedy nawet humorystyczny tekst o jasnym przesłaniu moralnym. Bardzo mocno bazuje on na pierwowzorze, uzupełniając szereg informacji, których nie można uzyskać z lektury tekstu kanonicznego i dokonuje jego interpretacji. Pojawiają się w nim wszyscy bohaterowie znani z kanonicznej księgi, lecz są oni ukazani z nowej perspektywy.
Szeroko dyskutowany jest problem jedności literackiej tekstu. W treści można odnaleźć kilka niekonsekwencji, które mogłyby świadczyć o złożonym procesie redakcji. Najwięcej wątpliwości budzi relacja rozdziałów 43-53, gdzie znaczącą rolę zaczynają odgrywać nagle córki Hioba, zaś opowieść wzbogacona jest licznymi cudownymi elementami. Wielu badaczy postulowało potraktowanie tego tekstu jako późniejszego dodatku do korpusu Testamentu, próbując go przypisać montanistom. Obecnie jednak naukowcy przychylają się do poglądu o jedności tekstu w jego obecnej formie literackiej, przyjmując istnienie kilku wcześniejszych źródeł, którymi posłużył się redaktor dla skomponowania znanego dzisiaj tekstu.

## Treść
Podział na rozdziały i wersety, do którego odwołuje się ten artykuł został zastosowany w polskich tłumaczeniach W. Linke i A. Troniny i dzieli tekst na 53 rozdziały. W literaturze anglojęzycznej znacznie częściej występuje podział na 12 rozdziałów przyjęty zgodnie z wydaniem krytycznym Brocka.
Tytuł księgi jest różny w różnych manuskryptach. Określenie "Testament Hioba" pochodzi z wariantu S, w tekście P tytuł brzmi "Księga słów Hioba zwanego Jobabem", wariant watykański (V) to "Testament nieskazitelnego, srodze doświadczanego, błogosławionego Hioba; jego żywot i kopia jego testamentu". Słowiańskie tłumaczenie z kolei nosi nagłówek "Życie i postępowanie świętego i prawego Hioba".
Pomimo dość znacznych różnic pomiędzy różnymi wariantami tekstu, żaden z nich nie odbiega od podstawowej fabuły utworu, ani nie zmienia zasadniczego przesłania księgi.
Dzieło rozpoczyna się od prologu (rozdział 1), w którym Hiob przedstawia się jako Jobab, Edomita. Złożony chorobą zwołuje potomstwo, zrodzone z drugiego małżeństwa z Diną, córką Jakuba, by opowiedzieć swoje dzieje i rozdysponować majątek. Znaczna część księgi stanowi jego historię życia. Księga podkreśla jego niebywałą hojność wobec ubogich (rozdziały 9 – 15), nazywając go także "królem całego Egiptu" (28,7). Chcąc poznać prawdziwego Boga i oddawać mu cześć niszczy świątynię bożków (2 – 5). Szatan, za pozwoleniem Boga, wywiera na nim zemstę, rujnując jego majątek (6 – 8; 16 – 17), zabijając jego dzieci (18 – 19) i wreszcie dotykając jego samego zarazą (20). Wśród tych doświadczeń wsparciem jest dla niego jego pierwsza żona, Sitis, która ciężką pracą zarabiała a utrzymanie swoje i męża (21 – 26). Wreszcie szatan uznaje swoją porażkę w konfrontacji z Hiobem (27). Słysząc o tragedii, jaka go dotknęła przybywają do niego królowie i rozprawiają nad jego stanem (28 – 38) i mogą naocznie przekonać się, że Bóg nadal mu sprzyja dzięki jego prawości i wytrwałości (39 – 44). Na tym kończy się opowieść głównego bohatera, który dzieli swój majątek między synów i córki (45 – 46), które dostają niebiańskie struny (47 – 50). W epilogu księgi narrację prowadzi Nereusz, brat Hioba, który opisuje ostatnie dni życia Hioba i jego śmierć, po której jego dusza zostaje wzięta na wozie do nieba, zaś ciało, zachowane od zepsucia zostaje złożone w grobie (51 – 53).

## Teologia
Księga prezentuje tradycyjny obraz jedynego Boga, panującego nad całą rzeczywistością, któremu posłuszny musi być nawet szatan. Miejscem zamieszkania Boga jest niebo, zaś na ziemi objawia się i działa poprzez aniołów. Szatan jest przeciwnikiem Bożych planów, który walczy z człowiekiem, może jednak przez niego zostać pokonany. Tekst charakteryzuje się rozbudowaną eschatologią, jasna jest wiara w życie wieczne, choć nieobecne są elementy mesjańskie. Człowiek jest istotą wolną, może jednak pozostawać pod wpływem dobrych lub złych natchnień.
Moralne przesłanie dokumentu to przede wszystkim wezwanie do pielęgnowania cnoty wytrwałości na wzór Hioba, choć jego postawa jest też wielką pochwałą troski i miłosierdzia okazywanego ubogim.
Obecne są również charakterystyczne elementy mistyczne, które miały wpływ na nurt merkaba.

## Współczesne wydania
Pierwsze wydanie tego tekstu opracował Angelo Mai w oparciu o rękopis V w XIX wieku, wcześniej dokument pozostawał nieznany.
Współcześnie dwa najważniejsze wydania tego tekstu to krytyczne edycje S.P. Brocka i R.A. Krafta. Ten pierwszy oparł swoją pracę o manuskrypt P, poprawiając go jedynie w przypadku najbardziej rażących błędów. Kraft usiłował odtworzyć tekst, który był pierwowzorem dla manuskryptów S i V, tekst paryski traktując jedynie pomocniczo. Należy jednak pamiętać, że żadne z tych wydań nie zachowuje dokładnie oryginalnego tekstu apokryfu, ani nie jest wierną kopią tekstu zawartego w którymkolwiek z istniejących manuskryptów.
Nie powstała dotąd praca, która obejmowałaby wszystkie dostępne świadectwa tekstu.
Pierwsze polskie tłumaczenie tekstu zostało dokonane przez Antoniego Troninę w oparciu o wydanie krytyczne S.P. Brocka, autorem kolejnego jest W. Linke, który również opiera się na tekście paryskim (P).

### Wydania tekstu
- A. Mai: Scriptorum veterum nova collectio e vaticanis codicibus. T. 7. Roma: 1833. Brak numerów stron w książce
- S.P. Brock (red.): Testamentum Iobi. Leiden: Brill, 1967, seria: Pseudepigrapha Veteris Testamenti graece 2. Brak numerów stron w książce
- Robert A. Kraft et al. (red.): The Testament of Job According to the SV Text. Missoula, Montana: Society of Biblical Literature & Scholars' Press, 1974, seria: Pseudepigrapha Series 4. ISBN 0-88414-044-X. Brak numerów stron w książce
- Antoni Tronina: Testament Joba. W: Zmartwychwstał prawdziwie. A. Paciorek, A. Tronina, P. Łabuda (red.). Tarnów: Biblos, 2010, s. 519-548. ISBN 978-83-733288-1-5.
- Waldemar Linke: Testament Hioba. W: Pisma apokaliptyczne i testamenty. Marek Parchem (red.). Kraków: The Enigma Press, 2010, s. 341-392. ISBN 978-83-86110-70-4.

### Opracowania
- Stanisław Mędala: Wprowadzenie do literatury międzytestamentalnej. Kraków: The Enigma Press, 1994. ISBN 83-86110-00-7. Brak numerów stron w książce
- Antoni Tronina: "Testamentum Iobi" i początki mistyki Merkaby. W: Apokaliptyka wczesnego judaizmu i chrześcijaństwa. Mirosław S. Wróbel (red.). Lublin: KUL, 2010, s. 143-154. ISBN 837702123-4.
- Pieter Martinus Wisse: Scripture between Identity and Creativity: A Hermeneutical Theory Building upon Four Interpretations of Job. Proefschrift Universiteit Utrecht, 2003, s. 35-49. ISBN 90-6701-009-X. (wersja online).